# جان کارتر (فیلم)
جان کارتر (به انگلیسی: John Carter) فیلمی اکشن، علمی-تخیلی محصول سال ۲۰۱۲ آمریکاست که داستان ماجراجویی جان کارتر، شخصیت اصلی رمان ادگار رایس باروز و سفر او به سیارهٔ عجیب بارسوم (مریخ) را بازگو می‌کند. فیلم توسط استودیو والت دیزنی پیکچرز ساخته شده و در ۹ مارس ۲۰۱۲ در آمریکا منتشر شده است. این فیلم به صورت دوبعدی، سه بعدی دیجیتالی و سه بعدی آی‌مکس به نمایش درآمد.

## خلاصهٔ داستان
«جان کارتر» یک کهنه‌سرباز جنگ داخلی است که سعی دارد تا یک زندگی عادی داشته باشد؛ امّا از او خواسته می‌شود تا به ارتش بپیوندد. او این درخواست را نمی‌پذیرد و به همین دلیل زندانی می‌شود. کارتر موفّق می‌شود تا از زندان فرار کند ولی توسط سربازان ارتش تحت تعقیب قرار می‌گیرد. درنهایت، آنان با تعدادی سرخ‌پوست مواجه می‌شوند و درگیری مسلحانه‌ای رخ می‌دهد. کارتر به یک غار پناه می‌برد. در آنجا، با شخصی مواجه می‌شود که نوعی مدال را در دست دارد. وقتی کارتر به آن مدال دست می‌زند، خود را در جایی می‌یابد که می‌تواند تا ارتفاع شگفت‌انگیزی بپرد. سپس او با موجوداتی روبه‌رو می‌شود که هرگز مانند آن‌ها را ندیده است. کارتر با زنی آشنا می‌شود که به او کمک می‌کند تا بفهمد در مریخ است و…

## بازیگران
تیلور کیچ در نقش جان کارتر، یک کاپیتان ارتش مؤتلفه که به مریخ منتقل می‌شود.
لین کالینز در نقش دژا ثوریس، شاهزاده خانم هلیوم.
سامانتا مورتون در نقش سولا، تارکی که با جان کارتر همکاری می‌کند.
مارک استرانگ در نقش ماتای شنگ، حکادور ترن‌ها.
کیران هایندز در نقش تاردوس مورس، پادشاه هلیوم و پدر دژا ثوریس
دومینیک وست در نقش ساب تان، پادشاه زودانگا.
جیمز پیورفوی در نقش کنتوس کان، کاپیتان کشتی زورین.
برایان کرانستون در نقش سرهنگ پاول، یک سرهنگ اتحادیه که می‌خواهد جان به سربازان سواره نظام آمریکایی خود در برابر آپاچی کمک کند.
داریل سابارا در نقش ادگار رایس باروز، برادرزاده جان کارتر.
پالی واکر در نقش سارکوجا، تارک بی رحمی که از سولا متنفر است.
توماس هیدن چرچ در نقش تال حیجس، تارک شروری که از جان کارتر و تارس تارکس بیزار است.
ویلم دفو در نقش تارس تارکس، پادشاه تارک‌ها و پدر سولا.
دیوید شویمر در نقش یک جنگجوی تارک جوان، تارکی که به تارس تارکس اطلاع می‌دهد که هجده تخم تارک تخلیه نشده است.
جان فاورو در نقش تارک دلال شرط‌بندی، تارکی که شرط‌بندی‌ها را برای هرگونه نبرد جمع می‌کند.
دان استارک در نقش دیکس، یک مغازه‌دار در شهری در آریزونا که جان کارتر در آنجا توقف می‌کند.
نیکلاس وودسن در نقش دالتون، مستخدم جان کارتر که ادگار را احضار می‌کند.
ارت مالک در نقش ژنرال زودانگایی.